# Ràdio Flaixbac
 (août 2017).
Ràdio Flaixbac est une radio privée catalane, principalement axée sur la musique à la mode et les hits. La langue utilisée par ses animateurs est le catalan. Cependant, elle diffuse principalement des chansons anglophones - étant donné que de nombreux hits musicaux sont chantés dans cette langue - et passe quelques fois des annonces en anglais, espagnol ou français. Ràdio Flaixbac est basée en Catalogne espagnole, et diffuse donc surtout sur ce territoire. Elle dispose cependant d'un relai en France, à Perpignan, afin de diffuser ses programmes en Catalogne française (et même un peu au-delà car Ràdio Flaixbac est captable dans une partie de l'Aude). Sa fréquence dans les Pyrénées-Orientales et l'Aude est 103.6. Elle diffuse également en Andorre sous le nom de Radio FlaixBac - Andorra 1.